# Buneville
Buneville est une commune française située dans le département du Pas-de-Calais en région Hauts-de-France. Ses habitants sont appelés les Bunevillois. Sa population est de 177 habitants au recensement de 2022. La commune est membre de la communauté de communes du Ternois.

## Géographie

### Localisation
Localisée dans le sud-est du département du Pas-de-Calais, Buneville est une commune située, à vol d'oiseau, à 6 km au sud de la commune de Saint-Pol-sur-Ternoise et à 29 km à l'ouest de la commune d’Arras (chef-lieu d'arrondissement et préfecture du Pas-de-Calais).
Le territoire de la commune est limitrophe de ceux de cinq communes.
Les communes limitrophes sont Maisnil, Moncheaux-lès-Frévent, Neuville-au-Cornet, Sibiville et Hautecloque.

### Géologie et relief
La superficie de la commune est de 3,84 km2 ; son altitude varie de 125  à   157 m.

### Hydrographie
Le territoire de la commune est situé dans le bassin Artois-Picardie.
C'est dans la commune que la Sibiville, petit cours d'eau d'une longueur de 1,57 km, prend sa source et finit sa course au niveau de la commune de Sibiville.

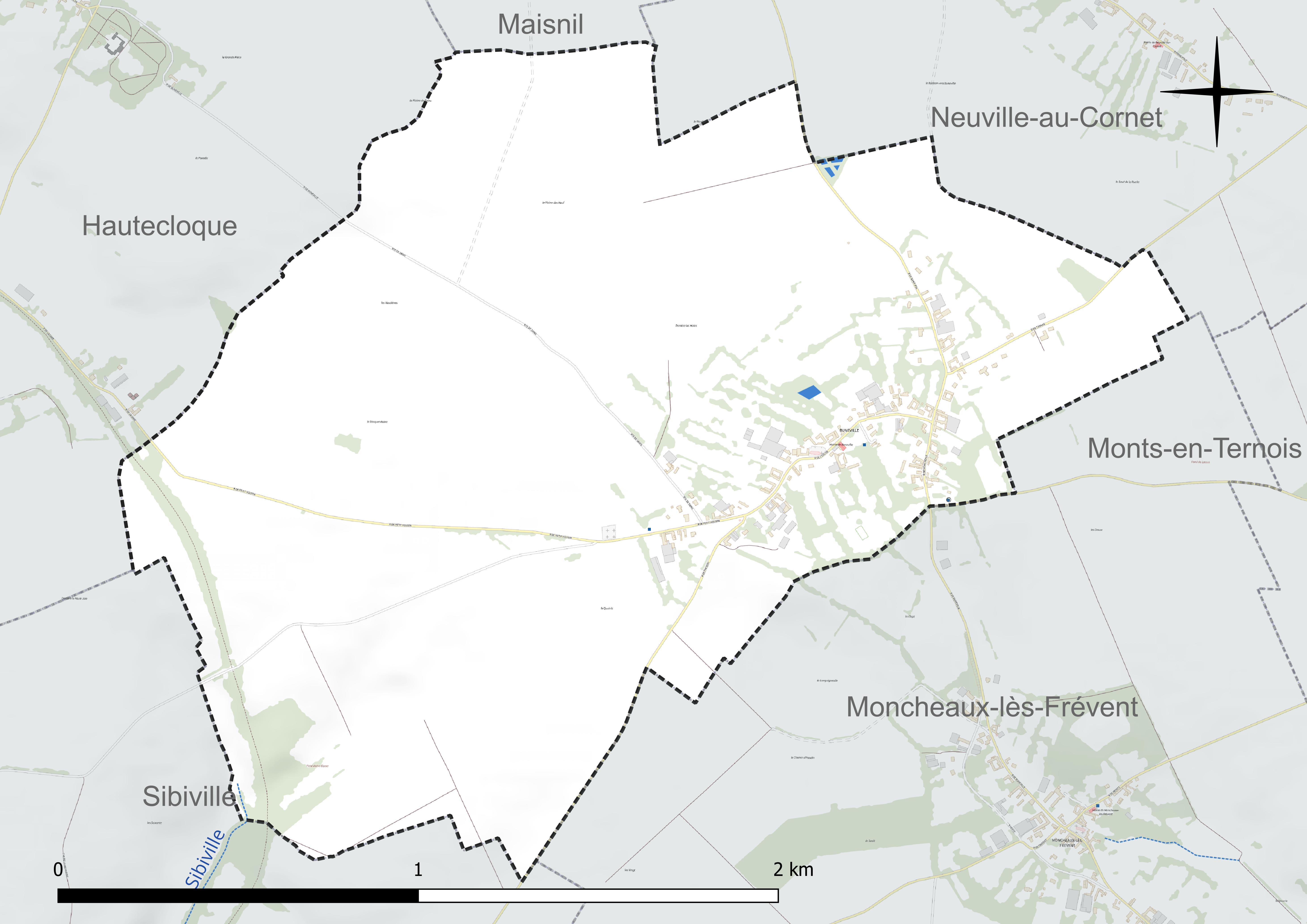
Réseau hydrographique de Buneville.

### Climat
Pour des articles plus généraux, voir Climat des Hauts-de-France et Climat du Pas-de-Calais.
En 2010, le climat de la commune est de type climat des marges montargnardes, selon une étude du CNRS s'appuyant sur une série de données couvrant la période 1971-2000. En 2020, Météo-France publie une typologie des climats de la France métropolitaine dans laquelle la commune est exposée à un climat océanique et est dans la région climatique Côtes de la Manche orientale, caractérisée par un faible ensoleillement (1 550 h/an) ; forte humidité de l’air (plus de 20 h/jour avec humidité relative > 80 % en hiver), vents forts fréquents.
Pour la période 1971-2000, la température annuelle moyenne est de 10,1 °C, avec une amplitude thermique annuelle de 13,9 °C. Le cumul annuel moyen de précipitations est de 872 mm, avec 12,4 jours de précipitations en janvier et 9,8 jours en juillet. Pour la période 1991-2020, la température moyenne annuelle observée sur la station météorologique la plus proche, située sur la commune de Humières à 13 km à vol d'oiseau, est de 10,9 °C et le cumul annuel moyen de précipitations est de 856,9 mm,. Pour l'avenir, les paramètres climatiques de la commune estimés pour 2050 selon différents scénarios d'émission de gaz à effet de serre sont consultables sur un site dédié publié par Météo-France en novembre 2022.

### Paysages
Pour un article plus général, voir Paysage en France.
La commune s'inscrit dans les « paysages du Ternois » tels qu'ils sont définis dans l'atlas de paysages de la région Nord-Pas-de-Calais, conçu par la direction régionale de l'Environnement, de l'Aménagement et du Logement (DREAL),.
Ces « paysages du Ternois », qui concernent 138 communes avec trois pôles d'attraction que sont Hesdin-la-Forêt à l'ouest, Saint-Pol-sur-Ternoise à l'est et, dans une moindre mesure, Frévent en lisière sud, sont délimités par deux cours d'eau : la Canche au sud et la Ternoise au nord. Ces paysages sont composés de plateaux, de vallées et de bocages. Les plateaux du Ternois montrent une structure tabulaire assez plane et une altitude assez régulière avec des points culminants entre 150  à   160 m.
Le territoire d'une vingtaine de kilomètres du nord au sud et d'est en ouest, est traversé par la D 939 reliant Saint-Pol-sur-Ternoise à Hesdin-la-Forêt, par la D 912 entre Saint-Pol-sur-Ternoise et Frévent et par la ligne ferroviaire de Saint-Pol-sur-Ternoise à Étaples dans la vallée de la Canche. La position excentrée, en l'absence de grands axes autoroutiers ou ferrés structurants, a permis au Ternois de conserver un caractère rural.
Au niveau de l'occupation des sols de ces « paysages du Ternois », les surfaces cultivées représentent 66,80 % de la surface totale et sont omniprésentes sur les plateaux avec majoritairement la culture de la betterave et de la pomme de terre, les prairies naturelles, permanentes 19 %, les forêts, comme la forêt d'Hesdin, et milieux semi-naturels 7,26 %, présentes dans les deux principales vallées de la Ternoise et de la Canche, les espaces artificialisés 3,22 % avec principalement les communes de Saint-Pol-sur-Ternoise, Hesdin-la-Forêt et Frévent, les espaces industriels 0,52 % et les cours d'eau et plans d'eau 0,21 %.

### Milieux naturels et biodiversité
Fin 2015, dans le cadre du festival de l’arbre, une soixantaine d'étudiants des maisons familiales rurales de Marconne et Rollancourt ont planté environ 1 200 pieds d'arbustes de haies champêtres sur un terrain mis à disposition par un agriculteur de la rue de Frévent. Cette initiative était destinée à participer au reboisement de la région et à créer un linéaire végétal destiné à servir de coupe-vent afin de protéger les animaux du terrain et favoriser la biodiversité.

## Urbanisme

### Typologie
Au 1er janvier 2024, Buneville est catégorisée commune rurale à habitat dispersé, selon la nouvelle grille communale de densité à sept niveaux définie par l'Insee en 2022.
Elle est située hors unité urbaine. Par ailleurs la commune fait partie de l'aire d'attraction de Saint-Pol-sur-Ternoise, dont elle est une commune de la couronne,. Cette aire, qui regroupe 72 communes, est catégorisée dans les aires de moins de 50 000 habitants,.

### Occupation des sols
L'occupation des sols de la commune, telle qu'elle ressort de la base de données européenne d’occupation biophysique des sols Corine Land Cover (CLC), est marquée par l'importance des territoires agricoles (91,7 % en 2018), une proportion identique à celle de 1990 (91,7 %). La répartition détaillée en 2018 est la suivante : 
terres arables (71,4 %), prairies (20,3 %), zones urbanisées (7 %), forêts (1,3 %). L'évolution de l’occupation des sols de la commune et de ses infrastructures peut être observée sur les différentes représentations cartographiques du territoire : la carte de Cassini (XVIIIe siècle), la carte d'état-major (1820-1866) et les cartes ou photos aériennes de l'IGN pour la période actuelle (1950 à aujourd'hui).

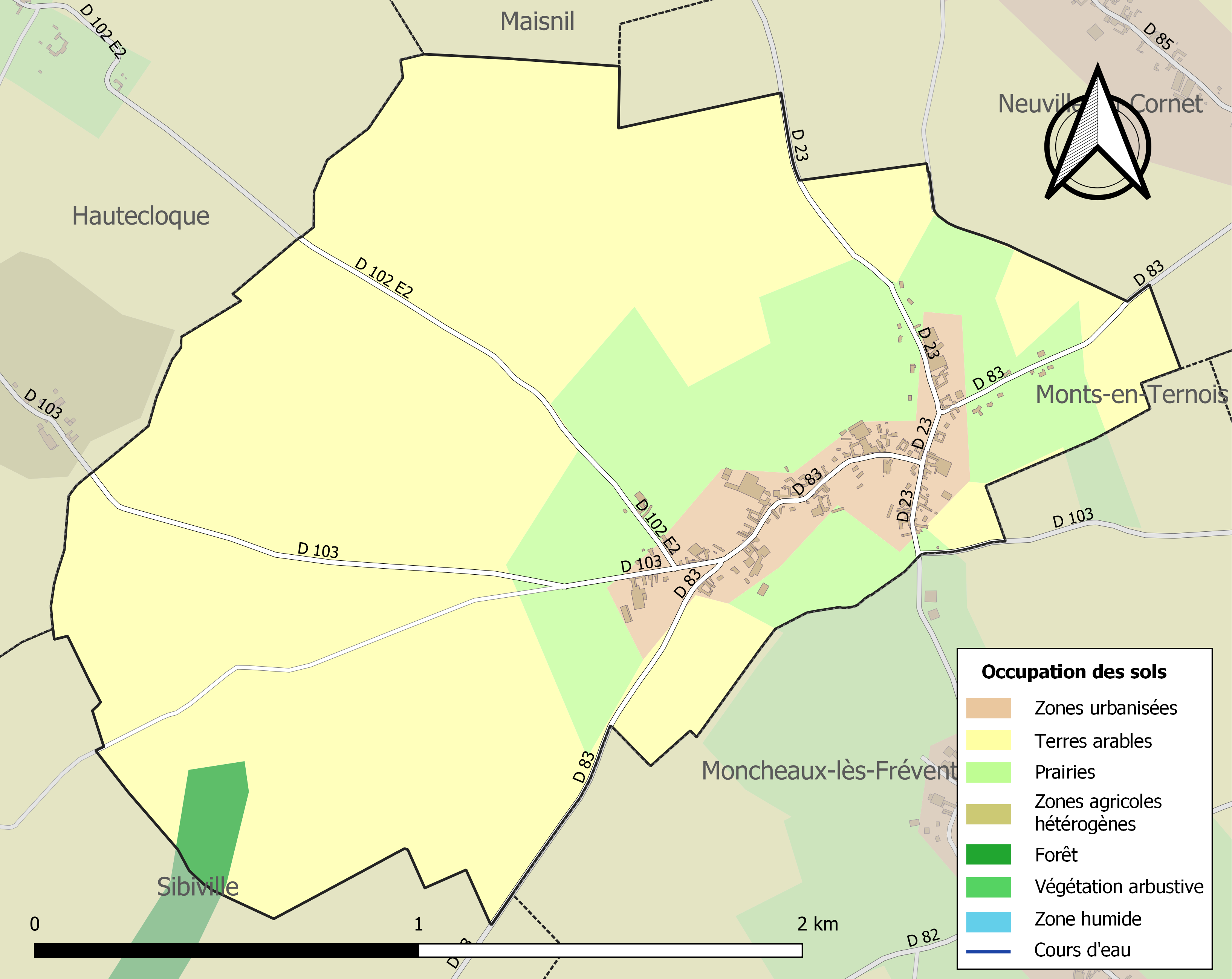
Carte des infrastructures et de l'occupation des sols de la commune en 2018 (CLC).

### Voies de communication et transports

#### Voies de communication
La commune est desservie par les routes départementales D 23, D 83 et D 103 et se situe à proximité (4 km) de la D 916 qui relie Hazebrouck et Doullens.

#### Transport ferroviaire
La commune se trouve à 8 km de la gare de Saint-Pol-sur-Ternoise, située sur les lignes de Saint-Pol-sur-Ternoise à Étaples et d'Arras à Saint-Pol-sur-Ternoise, desservie par des trains TER Hauts-de-France.

## Toponymie
Le nom de la localité est attesté sous les formes Boneia Villa (869) ; Boneini villa (891) ; Buinivilla (1167) ; Bugneville (1190) ; Bugnivilla (1196) ; Bongnevilla (1218) ; Boinevilla (1221) ; Bugniville (1224) ; Buinevile (1225) ; Bongevilla, Boignevilla (XIIIe siècle) ; Burgneville (1430) ; Buigneville (1469) ; Bugneville (1545), Buneville depuis 1793 et 1801.

## Histoire
Au début du XVIIe siècle, Charles Vignon, écuyer, bourgeois d'Arras le 10 octobre 1613, est seigneur de Buneville. Fils d'Antoine, seigneur d'Ouvencourt, il est le premier mari d'Isabelle-Claire Le Pippre, fille de Pierre, échevin d'Arras en 1605, et d'Isabeau Billot.
Pendant la Première guerre mondiale, des troupes ont séjourné à Buneville, par exemple en juillet 1915, pour récupérer entre deux périodes où elles étaient au front.

## Politique et administration

### Découpage territorial
La commune se trouve dans l'arrondissement d'Arras du département du Pas-de-Calais.

#### Commune et intercommunalités
La commune faisait partie de la communauté de communes du Saint-Polois créée fin 1995.
Dans le cadre de la réforme des collectivités territoriales françaises, par la loi de réforme des collectivités territoriales du 16 décembre 2010 (dite loi RCT)  destinée à permettre notamment l'intégration de la totalité des communes dans un EPCI à fiscalité propre, la suppression des enclaves et discontinuités territoriales et les modalités de rationalisation des périmètres des établissements publics de coopération intercommunale et des syndicats mixtes existants, cette intercommunalité fusionne avec sa voisine, la communauté de communes du pays d'Heuchin, formant le 1er janvier 2013 la communauté de communes des Vertes Collines du Saint-Polois.
Un nouveau mouvement de regroupement intercommunal intervient dans le cadre des dispositions de la loi portant nouvelle organisation territoriale de la République (Loi NOTRe) du 7 août 2015, qui prévoit que les établissements publics de coopération intercommunale (EPCI) à fiscalité propre doivent avoir un minimum de 15 000 habitants. À l'initiative des intercommunalités concernées, la Commission départementale de coopération intercommunale (CDCI) adopte le 26 février 2016 le principe de la fusion de :
- la communauté de communes de l'Auxillois, regroupant 16 communes dont une de la Somme et 5 217 habitants[27] ;
- la communauté de communes de la région de Frévent, regroupant 12 communes et 6 567 habitants ;
- de la communauté de communes des Vertes Collines du Saint-Polois, regroupant 58 communes et 19 585 habitants ;
- de la communauté de communes du Pernois, regroupant 18 communes et 7 114 habitants. Le schéma départemental de coopération intercommunale (SDCI), intégrant notamment cette évolution, est approuvé par un arrêté préfectoral du 30 mars 2016[28],[29].

La communauté de communes du Ternois, qui résulte de cette fusion et dont la commune fait désormais partie, est créée par un arrêté préfectoral qui a pris effet le 1er janvier 2017. Cette communauté de communes regroupe 103 communes et compte 37 469 habitants en 2021.

#### Circonscriptions administratives
La commune fait partie depuis 1801 du canton de Saint-Pol-sur-Ternoise. Dans le cadre du redécoupage cantonal de 2014 en France, la composition de ce canton est modifiée et il regroupe désormais 88 communes, dont Buneville.

#### Circonscriptions électorales
Pour l'élection des députés, La commune fait partie de la première circonscription du Pas-de-Calais.

### Élections municipales et communautaires

#### Liste des maires
| Période                                  | Période                      | Identité            | Étiquette | Qualité                                                    |
| ---------------------------------------- | ---------------------------- | ------------------- | --------- | ---------------------------------------------------------- |
| Les données manquantes sont à compléter. |                              |                     |           |                                                            |
|                                          |                              | M. Leclercq         |           |                                                            |
| Les données manquantes sont à compléter. |                              |                     |           |                                                            |
| mars 2001                                | 2020                         | François Durand     |           | Retraité de la SNCF Réélu pour le mandat 2014-2020,        |
| 3 juillet 2020                           | En cours (au 3 février 2022) | Philippe Derisbourg |           | Profession intermédiaire de la santé et du travail social, |

## Équipements et services publics

### Justice, sécurité, secours et défense
La commune dépend du tribunal judiciaire d'Arras, du conseil de prud'hommes d'Arras, de la cour d'appel de Douai, du tribunal de commerce d'Arras, du tribunal administratif de Lille, de la cour administrative d'appel de Douai et du tribunal pour enfants d'Arras.

## Population et société

### Démographie
Les habitants de la commune sont appelés les Bunevillois.

#### Évolution démographique
L'évolution du nombre d'habitants est connue à travers les recensements de la population effectués dans la commune depuis 1793. Pour les communes de moins de 10 000 habitants, une enquête de recensement portant sur toute la population est réalisée tous les cinq ans, les populations de référence des années intermédiaires étant quant à elles estimées par interpolation ou extrapolation. Pour la commune, le premier recensement exhaustif entrant dans le cadre du nouveau dispositif a été réalisé en 2008.

En 2022, la commune comptait 177 habitants, en évolution de −0,56 % par rapport à 2016 (Pas-de-Calais : −0,72 %, France hors Mayotte : +2,11 %).
| 1793 | 1800 | 1806 | 1821 | 1831 | 1836 | 1841 | 1846 | 1851 |
| ---- | ---- | ---- | ---- | ---- | ---- | ---- | ---- | ---- |
| 222  | 200  | 232  | 255  | 233  | 253  | 238  | 222  | 246  |

| 1856 | 1861 | 1866 | 1872 | 1876 | 1881 | 1886 | 1891 | 1896 |
| ---- | ---- | ---- | ---- | ---- | ---- | ---- | ---- | ---- |
| 249  | 227  | 238  | 228  | 240  | 235  | 231  | 247  | 239  |

| 1901 | 1906 | 1911 | 1921 | 1926 | 1931 | 1936 | 1946 | 1954 |
| ---- | ---- | ---- | ---- | ---- | ---- | ---- | ---- | ---- |
| 236  | 221  | 226  | 209  | 212  | 216  | 181  | 193  | 193  |

| 1962 | 1968 | 1975 | 1982 | 1990 | 1999 | 2006 | 2008 | 2013 |
| ---- | ---- | ---- | ---- | ---- | ---- | ---- | ---- | ---- |
| 196  | 167  | 175  | 170  | 159  | 138  | 162  | 169  | 178  |

| 2018 | 2022 | - | - | - | - | - | - | - |
| ---- | ---- | - | - | - | - | - | - | - |
| 182  | 177  | - | - | - | - | - | - | - |

#### Pyramide des âges
En 2018, le taux de personnes d'un âge inférieur à 30 ans s'élève à 36,3 %, soit en dessous de la moyenne départementale (36,7 %). De même, le taux de personnes d'âge supérieur à 60 ans est de 19,8 % la même année, alors qu'il est de 24,9 % au niveau départemental.
En 2018, la commune comptait 86 hommes pour 96 femmes, soit un taux de 52,75 % de femmes, légèrement supérieur au taux départemental (51,5 %).
Les pyramides des âges de la commune et du département s'établissent comme suit.
| Hommes | Classe d’âge | Femmes |
| ------ | ------------ | ------ |
| 0,0    | 90 ou +      | 1,0    |
| 4,7    | 75-89 ans    | 7,3    |
| 14,0   | 60-74 ans    | 12,5   |
| 22,1   | 45-59 ans    | 24,0   |
| 20,9   | 30-44 ans    | 20,8   |
| 18,6   | 15-29 ans    | 14,6   |
| 19,8   | 0-14 ans     | 19,8   |

| Hommes | Classe d’âge | Femmes |
| ------ | ------------ | ------ |
| 0,5    | 90 ou +      | 1,6    |
| 5,6    | 75-89 ans    | 8,9    |
| 16,7   | 60-74 ans    | 18,1   |
| 20,2   | 45-59 ans    | 19,2   |
| 18,9   | 30-44 ans    | 18,1   |
| 18,2   | 15-29 ans    | 16,2   |
| 19,9   | 0-14 ans     | 17,9   |

## Culture locale et patrimoine

### Lieux et monuments
- L'église  Notre Dame, datant probablement du XVIIIe siècle, en mauvais état, et dont le plafond s'est effondré en partie en février 2016. Elle contient une cloche, nommée Katherine, datée de 1538[44].
- Le monument aux morts, inauguré en septembre 1974 par le secrétaire d'état Roger Poudonson[45],[46]..

### Personnalités liées à la commune
- François de Caverel, seigneur de la Vasserie, domicilié à Buneville, est anobli (autorisation de porter le titre d'écuyer, d'échapper à certaines taxes/impôts, etc.) le 21 juin 1578[47].
- Louis-François François, député du Pas-de-Calais à l'Assemblée nationale législative en 1791-1792, est cultivateur à Buneville[48].

### Héraldique
| Blason de Buneville | Blason  | D'or au lion de gueules armé d'azur ; au chef d'azur chargé de trois étoiles d'or. |
| Blason de Buneville | Détails | Le statut officiel du blason reste à déterminer.                                   |

## Pour approfondir